# Candelaria Sud
Candelaria Sud es una localidad situada en el departamento Totoral, provincia de Córdoba, Argentina.
Se encuentra situada a 10 km de la ruta provincial N.º 17 y a 120 km de la Ciudad de Córdoba.
La principal actividad económica es la agricultura seguida por la ganadería.
Existen en la localidad un dispensario, una escuela primaria y un destacamento policial.
El clima es templado con estación seca.
El atractivo principal del poblado es la antigua capilla dedicada a la Virgen de la Candelaria, inaugurado en 1909 y de estilo clasista italiano, con torre-campanario central levemente exenta.  La fiesta patronal se celebra el segundo domingo de mayo de cada año convocando a miles de fieles de todo el norte cordobés.
La actual gestión comunal tiene previsto inaugurar en breve un museo dedicado a la tradición gaucha en el Norte provincial.

## Población
Cuenta con 102 habitantes (Indec, 2022), lo que representa un descenso del 11% frente a los 115 habitantes (Indec, 2010) del censo anterior.
| Gráfica de evolución demográfica de Candelaria sub entre 2001 y 2022 |
|                                                                      |
| Fuente: Censos nacionales del INDEC                                  |